# Szabad akarat
A szabad akarat (liberum arbitrium) a filozófia egyik régi és sok vitát kiváltó fogalma. A filozófia régi kérdéseinek egyike, hogy létezik-e szabad akarat: azaz hatalmunkban áll-e cselekedeteink minden kényszertől független irányítása, vagy csupán külső és belső erők determinálják döntéseinket és ezzel a cselekedeteinket is? E kérdés később kiterjedt az állatokra, illetve újabban a mesterséges intelligencia kérdéskörére is.
A szabad akarat nem jelenti azt, hogy bármit megtehetünk, amihez kedvünk van: például senki sem dönthet úgy, hogy felugrik a Holdra majd vissza. Hanem azt jelenti, hogy egy személynek megvan rá a lehetősége, hogy némely helyzetekben legalábbis úgy döntsön, hogy az nem következik semmilyen jelenlegi vagy korábbi ismereteiből és külső körülményekből sem.
A cselekvés szabadsága nem azonos az akarat szabadságával: képzeljünk el egy bankrablót, aki pisztolyt szegez a pénztáros fejéhez: a pénztáros választhat az élete vagy a pénz között. Ilyen esetben nem mondhatjuk, hogy a pénztáros szabad akaratából adta oda a pénzt (bár volt választási lehetősége).
A szabad akarat kérdésében az egyik elvileg lehetséges döntés az "igen": igen, akaratunk szabad, vagyis létezik a szabad akarat. Ez a szabad akarat tana. Ezt, a vallásos körökben a morális ítélethozatal szempontjából fontos meggyőződést sokan (például Karl Marx, vagy Baruch Spinoza) individualista ideológiának tartották csupán.
Az akaratszabadság kérdése különösen azért bír nagy fontossággal, s azért vonta magára a filozófia és a vallástudományok figyelmét, mert olyan területekkel határos, amelyekbe istenhit, sors és hasonló problémák torkollanak.
A szabad akaratnak van teológiai, etikai, filozófiai, pszichológiai illetve tudományos vetülete is.

## A szabad akarat problémája a filozófiában
A szabad akarat kérdése az emberiség történelmének egyik legrégebbi problémája. A szabad akarat problémájának vitatásakor az emberi szabadságot, cselekedeteink szabad megválasztásának lehetőségét fontolgatjuk. A kérdés az, hogy valamilyen magasabb hatalom befolyásolja-e tetteinket, vagy mi magunk vagyunk sorsunk kovácsa. Ha nem lenne szabad akaratunk, cselekedeteink tőlünk függetlenül, a mi beleszólásunk nélkül történnének. Ebben az esetben kérdésessé válik, korrekt-e bárkit is egy olyan cselekedet végrehajtásáért elítélni, amihez valójában semmi köze nem volt. Ennél is nagyobb gond, hogy ebben az esetben az egész életnek esetleg semmi értelme sincsen.
Pierre-Simon de Laplace a kérdés vizsgálatában onnan indult ki, hogy az életben az események bekövetkezésének az oka végső soron az egész univerzum teljes előző állapota. (Ha egy, akár viszonylag jelentéktelen részlet megváltozik, lehetséges, hogy merőben átírja a történéseket – ez a pillangóhatás.) Laplace elmélete alapján ha valaki ismeri a világegyetem teljes állapotát egy adott pillanatban, az ebből meghatározhatná az összes korábbi és majdani állapotokat. Kérdés még, hogy elméletben egyáltalán megszerezhető-e ez a tudás. Aki szerint létezik a szabad akarat, azt gondolja, hogy nem, mert van mindenkiben egy erő, a szabad akarat, amely egy pluszt ad minden döntéshez és cselekedethez, és ami nem leírható vagy megindokolható. Aki szerint ez az erő nem létezik, azt gondolja, csak a világ egésze az, ami folyamatosan okozza a következő és következő alakjait, és ebbe senkinek semmi beleszólása nincs.
Igen valószínű, hogy egyik oldal álláspontja sem fog végérvényesen bizonyításra kerülni. Mindkét magyarázat alátámasztható és nem falszifikálható, azaz nem lehet megcáfolni, pedig a falszifikálhatóság a tudományosság egy fontos feltétele (Karl Popper).
Ha nincs szabad akarat, az élet egyfajta nihilizmus torkollhat, mely nihilizmusunk enyhítésére semmi befolyásunk nincs. Nem kell tartanunk semmiféle istenségtől, hiszen ha létezik ilyen entitás, az tisztában van szabad akaratunk hiányával. Egyrészt tehát megnyugtató, ugyanakkor frusztráló is lehet, hiszen azt jelenti, akár milyen erősen is próbálkozunk, nem számít.
Ha viszont van szabad akarat, az ember befolyásolni tudja a dolgokat, emiatt aztán felelősséggel is kell viseltetnie azokkal kapcsolatban. Ennek a felelősségnek a feltételeit mostanában a törvények által szabott keretekkel azonosítjuk. Ez nem jó. Egyrészt az ember nehezen fogadja el a tőle függetlenül kihirdetett játékszabályokat, így sokan felmentve érzik magukat – hiszen nem értenek egyet a szabályzással. 
Az akarat szabadságának kétségbevonása a nyugati világ eszmetörténetében keresendő. Az ógörög atomista filozófusok, mint Leukipposz és Démokritosz úgy gondolták, hogy a világ dolgainak működését az elemi részecskék (atomok) mechanikus manifesztációi okozzák.
Később a nyugati elméletekben a determinizmust gyakran a newtoni fizikával, a klasszikus mechanika elméleteivel igyekeztek alátámasztani, amely szerint a világban lévő anyagokra bizonyos természeti törvények vonatkoznak, amelyek alól azok nem bújhatnak ki. Ilyen törvényszerűség például a gravitáció vagy az ok-okozati kapcsolat, amelyek a világ működéséből fakadó szükségszerűségek. Ilyen értelemben az emberi szabadság is determinált, amennyiben a fizikai világban kénytelen élni és attól kénytelen függeni.
A Leibniz szerint a világ egy ún. harmonia praestabilita, vagyis az előre megteremtett összhang szerint működik; a világban lévő történések egy előre eldöntött rend szerint következnek be, csak az ember nem érzékeli saját jelenében és ezért egyfajta látszatszabadsággal bír.

### Arisztotelész
Akarat ellen történik valami, ami kényszer vagy tudatlanság következtében megy végbe.
Az akarat kényszeríthető bizonyos helyzetekben: például ha valakit olyan helyzetbe hoz egy zsarnok uralkodó, hogy megfenyegeti: vagy végrehajt egy gonosz tettet, vagy kivégezteti a családját. Vagy amikor a viharban a tengeren a kormányos kidobja a vízbe a felhalmozott árut, rakományt. Ilyen esetben az értelem kényszeríti az akaratot a helyes döntésre, különben odaveszne a rakomány is, a kormányos is.
A tudatlanságból elkövetett cselekvést is akaratunk ellen követjük el. Ilyen estben az értelem nem figyelmezteti az egyént a tett elkerülésére vagy megtételére.
Arisztotelész szerint azt a tettet nevezhetjük szándékosnak, amiben van elhatározás.
Az erényes tettek nemcsak szándékosak, hanem az elhatározással is összhangban kell állniuk, ebből következik hogy az erény és a lelki rosszaság olyasvalami, ami hatalmunkban áll. Ennek a kijelentésnek megfelelően nem lesz igaz Szókratész kijelentése miszerint : „senki sem hibázik készakarva”. Arisztotelész szerint ugyanis az ember forrása, létrehozója tetteinek. Az ember saját maga határozza el, hogy erkölcsös vagy erkölcstelen életet fog élni. Az akaratunk tehát szabad.

### A sztoikusok
A sztoikus filozófiában az Isten egy és azonos az ésszel, a fátummal. Ezen istenképtől elválaszthatatlan a gondviselés és a végzet fogalma. E gondviselő istenség a végzettel azonos.
Hogy a sztoikusok a szabad akaratról vallott tanaikat összeegyeztessék a sztoikus etika szabadságeszméjével, megalkották a belső szabadság fogalmát: "ha beleegyezel végzetedbe, akkor vezet, ha nem egyezel bele akkor kényszerít" (Seneca: Epistolae 107,11).

### Hippói Szent Ágoston
Szent Ágoston szerint az emberi akarat szabad, innen ered a világban levő rossz is: az embernek szabadságában áll, hogy ne a jót cselekedje. Tanítása szerint a bűnbeesés után az emberi lélek önállósult, vak akarások színtere lett.
Ha az emberben nem volna meg a választás képessége, akkor nem létezne számára különbség a jó és a rossz között. A jóra való szabadság azonban nem minden embernek jutott osztályrészül, hanem csak azoknak, akiket az isteni kegyelem erre kijelöl.

### Spinoza
Spinozánál az értelem az a képesség, amivel a szenvedélyeinket legyőzhetjük. Ha felismerjük a szenvedélyt, akkor felismerjük a külső okot, amely ezt kiváltotta – és megszüntethetjük. Az ok továbbá nem fog kényszeríteni egy cselekvés végrehajtására.

### David Hume
Hume szerint az én létezése mellett nem tudunk meghatározó érveket felhozni, tehát nem beszélhetünk szabad akaratról.
Az ész sem előidézni sem megakadályozni nem képes semmiféle cselekedetet; erre csak a személyek képesek. S mivel az ész a szenvedélyek fölött nem gyakorol befolyást, így a cselekvés erkölcsi szabályozása nem származhat az észből.
Az indítékok és cselekvések között szükségszerű kapcsolat van. Tehát az akarat nem szabad.

### Kant
Kant szabadságnak nevezi az akarat önmeghatározását. Ha viszont tőle idegen tényezők, például az érzéki szükségletek határozzák meg az akaratot, akkor nem lehet szabad, nem autonóm, hanem heteronóm, nem önmaga törvényadója, hanem idegen törvényeknek kénytelen engedelmeskedni.
Az embernek az a rendeltetése, hogy az ész kormányozza az akaratát. Ez akkor válik lehetségessé ha tetteinek a mozgatórugói nem a hajlamok, az érzéki vágyak hanem a kötelesség, amelyet az ész ír elő.
Az ész egyetemes érvényű törvényei, azaz az erkölcsi törvénynek kell parancsolni az akaratnak. Ez az akarat amely az erkölcsiség észszerű parancsolatai motiválnak, kötelességből cselekszik. A hajlamból eredő cselekedetek csak kötelességszerűek, már nem teljesen szabadok.

### Schopenhauer
Az ember, akárcsak a természet dolgai, a természettörvényeknek van alávetve. Cselekvéseink nem szabadok: az ember először megismer és azután akar, nem először akar és azután megismer. Mivel akaratunk nem szabad, ezért fölösleges etikai törvények felállítása. Az emberben fellelhető morál a részvétből fakad: a másikban önmagamat látom, a másik szenvedéseiben az enyéimet vélem felfedezni.

## A jelenlegi filozófiai felfogások kategorizálása
A determinizmus és a szabad akarat kérdésében két kérdés tehető fel. Az egyik, hogy a determinizmus milyen kapcsolatban áll a szabad akarattal, például kizárja azt, vagy megengedi azt, vagy szükséges hozzá. A másik az, hogy ki mit gondol arról, hogy a világban a determinizmus vagy indeterminizmus működik. Ezen felfogásoknak mindegyik variációja elképzelhető, mi csak a többek által vallott, jelentősebb kombinációkat soroljuk fel. Ezen kategorizálás után még különböző variációk lehetnek az etikai következményeket illetően, amely variációkat már nem bontottunk tovább.

### Szabad akaratot tagadó deterministák
A determinizmus szerint minden tény és esemény kauzálisan szükségszerű abban az értelemben, hogy nem lehetséges olyan tény vagy esemény, amelyet bizonyos feltételek ne tennének szükségszerűvé.
A determinizmus szerint ha valakinek megadathatna, hogy ismerje a világ teljes állapotát egy adott pillanatban, akkor a természeti törvények segítségével képes lenne meghatározni a világ állapotát minden megelőző és későbbi időpontban is. Döntés csak egyféleképp lehetséges: úgy, ahogyan a genetika törvényei és a környezeti hatások meghatározzák. A döntés folyamata nem, de az akarat szabadsága illúzió.
Ilyen felfogás a fent említett Schopenhauer és Hume felfogása is.

### Fatalizmus
A fatalizmus az az elképzelés, amely szerint logikai képtelenség, hogy valaki döntése és cselekedete segítségével igazzá tehessen egy propozíciót. A fatalista érv a következő:
1. Egy adott tényre vonatkozó propozíció igaz vagy hamis.
2. Ha egy propozíció már igaz, akkor senki sem teheti hamissá.
3. Ha egy tényre vonatkozó propozíció igaz, akkor mindig igaz; ha hamis, akkor mindig hamis.

Konklúzió: Döntésével senki sem befolyásolhatja, hogy egy propozíció igaz vagy hamis lesz-e, vagy sem.
A fatalisták szerint a szabad akarat logikai képtelenség. Döntéseinktől függetlenül mindig bekövetkezik, aminek be kell következnie, így egy bűncselekmény sem kérhető számon annak elkövetőjétől.

### Szabad akaratot hirdető indeterministák
E felfogás szerint a szabad akarat feltétele az indeterminizmus, és mivel a világ nem determinisztikus, létezik is szabad akarat.

### Kompatibilizmus
A kompatibilisták szerint a determinizmus nem mond ellent a szabad akaratnak, sőt, esetleg szükséges feltétele. Karl Popper például a szabad akaratot abban látta, hogy az emberek nagyrészt maguk határozzák meg a cselekedeteiket, azaz az autodeterminizmusban. Kant fentebb leírt felfogása is inkább ide sorolható.
A kompatibilizmussal nem rokonszenvezők gyakran fogalmazzák meg azt a kritikát, hogy a kompatibilizmus valójában úgy menti meg a szabad akarat fogalmát, hogy más jelentéssel ruházza fel, mint hagyományosan megszoktuk. A kompatibilista szabad akarat ugyanis sokkal inkább egyezik meg a szabad akarat illúziójával: ha ez az illúziónk megvan – márpedig megvan –, akkor nevezzük ezt a szabad akaratnak, és ezzel elkerüljük a szabad akarat elvetése miatti problémákat, pl. a felelősségre vonhatóság kérdését.

### Inkompatibilizmus
Az inkompatibilisták szerint a szabad akarat kérdése szempontjából nem fontos eldönteni, hogy a világ determinisztikus-e vagy sem, mivel egyik esetben sem alakítható ki koherens, a hétköznapi értelemben elfogadható definíciója a szabad akaratnak. Ha determinisztikus a világ, akkor a deterministáknak van igaza, és nincs értelme szabadságról beszélni a döntéseink során, csak illúzió, hogy több alternatívából választhatunk, valójában azonban előismereteink és pillanatnyi benyomásaink megkötik, hogy mikor mit döntünk, még akkor is, ha nem vagyunk tisztában, mikor miért úgy döntünk, ahogy.
Ha viszont nem determinált vagy nem teljesen determinált a világ, azaz léteznek véletlenszerű folyamatok, mint amire a kvantummechanika koppenhágai interpretációja utal, akkor sem tudjuk megmenteni a szabad akarat fogalmát, hiszen ekkor a döntéseink bár nem determináltak, de nem is a kontrollunk alatt állnak, hanem egy tőlünk, sőt mindentől független véletlen esemény befolyásolja őket. Márpedig aligha nevezhető a személyes szabadságnak a véletlennek kiszolgáltatott viselkedés. 
Az inkompatibilisták szerint a nem determinált döntések ráadásul alá is ássák a morális ítélkezést, hiszen nem vonható felelősségre valaki egy olyan tettéért, ami nem az ő személyére visszavezethető, hanem egy véletlen is szerepet játszott benne.

## A szociológiában
Burrhus Frederic Skinner: Beyond Freedom and Dignity (magyarul: Szabad akarat és méltóság) A szabadságról (Skinner a szabad akarattal tartotta azonosnak) a szerző azt kérdezi: Mit értünk azon, amikor azt mondjuk, szabadok akarunk lenni? Általában azt, hogy nem akarunk olyan társadalomban élni, amely megbüntet bennünket azért, amit tenni akarunk. Rendben – az averzív (elterelő) ingerek egyébként sem működnek elég jól, ki velük! Ehelyett csak megerősítőket használunk arra, hogy a társadalmat „szabályozzuk”. És ha a megfelelő megerősítőket választjuk ki, akkor szabadnak érezzük magunkat, mert azt csináljuk, amit akarunk csinálni!
Ugyanez a helyzet a méltósággal (dignity – Skinner szóhasználatában az emberi autonómiával, függetlenséggel azonos). Amikor azt mondjuk, „méltósággal halt meg”, mit értünk azon? Azt értjük rajta, hogy „jól” viselkedett, amikor távozott az élők sorából, minden cirkusz nélkül. Valójában azért őrizte meg méltóságát, mert az ő élete megerősítéseinek története arra a viselkedésre vezette őt, hogy ez a „méltóságteljes” viselkedés jobb megerősítőnek bizonyul, mint az, hogy jelenetet rendezzen.
A rosszak azért tesznek rosszat, mert a rossz jutalmazása megtörténik. A jók azért tesznek jót, mert a jó is elnyeri jutalmát. Nem létezik igazi szabadság vagy méltóság. Jelen pillanatban a jó és a rossz viselkedésre bíró megerősítőink kaotikusak és irányíthatatlanok – a jó vagy a rossz a szerencse kérdéseivé váltak, attól függnek, hogy a szülők, tanárok, kortársak s egyéb hatások milyen „választéka” áll rendelkezésünkre. Ehelyett vegyük társadalomként kezünkbe az irányítást és tervezzük meg a kultúránkat, hogy a jó jutalmat kapjon, és a rossz tűnjön el belőle! A helyes viselkedés-technológiával meg tudjuk tervezni a kultúrát.
A szabadságot és a méltóságot (dignity) is Skinner a mentális konstrukciók példáinak nevezi, amelyek megfigyelhetetlenek, és ezért a tudományos pszichológia szempontjából haszontalanok. Az egyéb hasonló kategóriák közé sorolja a védekező mechanizmusokat, a tudattalant, az archetípusokat, a kitalált finalizmusokat, a megküzdési stratégiákat, az önmegvalósítást, a tudatosságot (lelkiismeretességet), sőt még az éhséget és a szomjúságot is. A legfontosabb példája, amelyre ő az ismert homunculus-ként hivatkozik (ez latinul a kis embert jelenti) – amely a feltételezések szerint bennünk ül, és arra használjuk, hogy megmagyarázzuk vele viselkedésünket, az olyan fogalmakat mint a lélek, szellem, ego, akarat, én és persze a személyiség.
Ehelyett Skinner azt javasolja, hogy a pszichológusok koncentráljanak a megfigyelhető dolgokra, azaz a környezetre, és benne a viselkedésünkre.

## A pszichológiában

### Neurológia és pszichiátria
Több viselkedési rendellenességet is össze lehet kötni a szabad akarat kérdéskörével: A megrögzött-megszállott zavarokkal küzdő betegek nagy része érez leküzdhetetlen vágyat, késztetést olyan cselekedet(ek) végrehajtására, melyek a saját (józan) akaratukkal ellentétesek. Példa lehet rá a napi többszöri, indok nélküli kézmosástól egészen a személyben rejlő esetlegesen beteges hajlamok (pedofília, szadizmus, pirománia stb.) felszínre törése, illetve azok saját vágyaiként való elismerése, és ezen vágyak szerinti cselekvés, miközben a beteg szinte mindvégig harcol saját maga ellen. (több nagy sikerű film is készült a témából), de ilyen a Tourette-szindróma (köznevén tikkelés), illetve az ehhez hasonló másfajta kényszeres mozgások, kényszerbetegség is.
Az idegenkéz-szindróma (vagy egy népszerű film címe után a „Dr. Strangelove” szindróma) egy roppant különös válfaja ezeknek a viselkedési zavaroknak, mely a tudathasadásos esetek közé tartozik. Az ebben szenvedő beteg úgy érzi, mintha (általában jobb) kezének (nagyon ritka esetben valamely lábának) saját, az övétől független, szabad akarata lenne és a betegtől függetlenül, saját belátása szerint cselekedne. (Egy másik népszerű filmben egy fiatal férfi balesetben elveszti jobb karját, amelynek a helyére egy halott bűnöző kezét varrják, amely hamar öntudatára ébred, és önállóan cselekszik.)
Daniel M. Wegner determinista módszertanban (bár filozófiailag állást nem foglalva) a tudatos akaratot (azaz elsősorban a szerzőség érzését) hasznos benyomásként azonosítja, mely a vonatkozó gondolatot és a bekövetkező eseményt érintő három szubjektív tapasztalás (elsőbbség, következetesség, kizárólagosság) együttes megléte esetén jön létre.

## A vallásban

### A katolicizmusban
Ha Isten úgy döntött volna, hogy minden az ő akarata szerint álljon fenn változatlanul, akkor teljesült volna a terve, és a világ máig is teljes lenne szeretettel és békével. Mivel azonban szabad akaratot adott az embernek, az ember döntése által beléphetett a bűn a világba.
Hogy Isten előre eltervezte és akarta volna a bűnt, teljesen összeegyezhetetlen az ő jóságával, tehát nem állja meg a helyét, ellentmondást szül (Isten lenne a bűn okozója). Gyakran találkozunk a Bibliában a "Térjetek meg!" felszólítással. Ez azt feltételezi, hogy a megtérésnek lehetségesnek kell lennie.

### Lutheránus
Luther Márton, aki Ágoston-rendi szerzetes volt, Szent Ágoston tanítására alapozott, és – több mint ezer évvel később – továbbfejlesztette azt. Luther és a protestantizmus más alapítói szerint a természetfölötti szentség és igazság, mely az ősszülők természetének része volt, elveszett a bűnbeeséskor, a lélek alapjaiban megromlott, az értelem az isteni önálló megismerésére, az akarat a jónak segítség (kegyelem) nélküli követésére képtelenné vált. Így aztán az ember akarata nem szabad. Leghíresebb, A szolgai akaratról című művében ezt írja: „Mert mi hisszük, hogy igaz, hogy Isten mindent előre tud, és előre elrendel […], és hogy semmi sem történik az ő akarata nélkül; ebből aztán logikusan következik, hogy sem embernek, sem angyalnak, sem semmilyen más teremtménynek nincsen szabad akarata”. 

### A kálvinizmusban
Kálvin János tanítása a dordrechti zsinat (1618/19) jóváhagyása után nagy befolyásra tett szert Németalföldön, s ezen a zsinaton vált a reformátusok hivatalos tanításává.
"Az eleve elrendelés alatt Istennek azt az örök elhatározását értjük, amellyel önmagában eldönti, hogy mi legyen egy ember örök sorsa. Nem mindenki ugyanolyan előfeltételekkel teremtetett, hanem némelyek az örök életre, némelyek az örök kárhozatra vannak eleve elrendelve."

### Az unitarizmusban
Az unitarizmus tanítása szerint az emberi akaratszabadság kérdése szervesen összefügg a felelősség, illetve közvetetten a bűn fogalmával is. Ha az ember nem rendelkezik szabad akarattal, akkor nem is terhelheti felelősség a bűn miatt, így az embernek szükségszerűen rendelkeznie kell szabad akarattal, és a döntéshozatal szabadsága alapvető tulajdonsága kell legyen. E meggyőződést alátámasztja az eredendő bűn tanának elvetése is, mely Isten végtelen jóságával és igazságosságával ütközne össze.

### A hinduizmusban és a buddhizmusban
A hinduizmus és rokon vallásainak tanítása szerint az ember előző életének tettei alapján (karma) szükségszerűen újjászületik új alakban. Az újjászületés láncolata örökké tart, minthogy minden cselekvés fenntartja az újraszületések körforgását. Az életben elkövetett jó vagy rossz cselekedeteik determinálják, hogy milyen alakban, kasztban születünk újra. Emögött az örök világtörvény, a Dharma áll, a kozmikus rendező, mely az emberek számára mint cselekvés mércéje nyilvánul meg.
A buddhizmus azonban felajánl az embernek egy „kiskaput”, amely lehetővé teszi az örök újjászületéstől (szanszára) való megszabadulást: a megvilágosodást.

### Az iszlámban
A Korán tanúsága szerint az Iszlám, vagyis az odaadás, az Isten akaratába való belenyugvás .
Az iszlám tanítás szerint: Isten mindenható; csak ő ismeri az örökkévalóságot. Az embernek fel kell ismernie tetteiért járó felelősséget. A Korán azt tanítja, hogy senkinek sem kell hordoznia mások terheit.

### A judaizmusban
Az emberiség története kezdettől fogva Isten kezeiben van, akiben egyesül a hatalom és igazság, szeretet és bizalom.
A zsidóságnál a Sátán is Isten akaratát hajtja végre. Csupán annyira ténykedhet, amennyire Isten megengedi neki.
Isten szabadnak teremtette az embert, aki szabadon választhat jó és rossz között. Továbbá a keresztyénséggel egybehangzóan vallják, hogy a test ki van téve vágyaknak, de nem következik ebből a bűn elkövetésének szükségessége. Ebben a kontextusban a bűn a Teremtőtől való elfordultság vagy a Teremtő nem ismerése, annak minden következményével. A judaizmusnak nem témája az eredendő bűn, azaz hogy minden ember a teremtettségének ismerete nélkül születik, mert a bűnt és bűnhődést szoros ok okozati viszonyban összekapcsolják, és ugyanakkor egy bűnhődő újszülöttnél nehéz lenne felelősségre vonva felróni neki bárminemű bűnt. E problémát nagyon érzékletesen mutatja be a vakon született meggyógyítása történet a János szerinti evangélium 9. fejezetében.
Az ókori judaizmus szadduceus irányzata szerint nincs végzet, tetteinket magunk irányítjuk, az esszénusok szerint mindent a sors irányít, a farizeusok szerint viszont némely dolog – de nem minden – a sors műve, viszont van, ami szabad akaratunkból történik meg.

## Az ateizmusban
Az ateistáknak nincsen a szabad akaratról meghatározott hitük, így e kérdésben változatos nézeteket vallanak. Legvalószínűbb, hogy ha van valamilyen kiforrott véleményük, akkor az az alábbi filozófiai nézettel – a szabad akarat neodarwinista megközelítésével – egyezik.

## Neodarwinista megközelítésben
A tudomány manapság jutott el arra a szintre, amikor megkísérelhet természettudományos magyarázatot adni a kérdésre, vajon cselekedeteink előre determináltak-e vagy sem.
Tekintettel rá hogy természettudományos alapon állva – racionális, szabadgondolkodó és ateista kutatók szerint – az „éntudat” az, amit azonosíthatunk a lélekkel, s az éntudat lényegében egy olyan modell agyunkban, melyben szerepel önmagunk képe is, emiatt levonható a következtetés, miszerint „szabad akaratunk” tulajdonképpen csak egyfajta illúzió. Ezen illúzió abból a tényből fakadhat, hogy egyetlen organizmus idegrendszere sem képes lemodellezni önmaga 100%-ig tökéletes mását, hiszen semmibe sem reprezentálhatja teljes egészében önmaga modelljét.
Emiatt a modellel végzett gondolatkísérletek soha nem lesznek teljesen tökéletesek. Sőt, ha elfogadjuk, hogy az agyunk egy nemlineáris, komplex rendszer, akkor a káoszelmélet szerint pedig egy kicsit hibás közelítés kaotikus rendszerekben akármekkora hibát jelenthet a jóslásban.
Ebből pedig következik, hogy nincs olyan élőlény, mely képes lenne tökéletesen előrejelezni saját viselkedését egy későbbi időpontban. Vagyis, még ha cselekedeteinket tökéletesen determinálja is a környezet, valamint saját korábbi emlékeink, e determináltságot képtelenek lennénk felhasználni a tudatos előrejelzésre, s ebből fakadhat a „szabad akarat” illúziója, az tehát hogy azt hisszük, az adott pillanatban, amikor döntési helyzetben vagyunk, valamiféle „pillanatnyi szándék”, „hirtelen elhatározás” alapján döntünk.
Tulajdonképpen tehát, amit a „szabad akarat" fogalma alatt értünk, a mögött valójában egy autodeterminizmus, és egy modellezési bizonytalanság húzódhat meg. Helyesebb volna tehát „szabad akarat" helyett ezekkel a pontosabb fogalmakkal jellemezni az emberi viselkedést: „önálló egyéniség", azaz autodeterminizmus, és komplex, nemlineáris viselkedés.

## Külső hivatkozások
- Free Will
- Article at Determinism and Freedom Philosophy Website
- Article at h2g2
- Morality without Free Will by Derrick Farnell
- An Introduction to Free Will and Determinism Archiválva 2009. április 16-i dátummal a Wayback Machine-ben by Paul Newall, aimed at beginners.
- The Paradox of Free Choice from a Jewish prespective, Discussess Determinism, Robotism, Prescience, Omnipotence, Oneness and Primal Cause
- Super Free Will: Metaprogramming and Quantum Indeterminism
- http://www.ship.edu/~cgboeree/skinner.html
- http://www.age-of-the-sage.org/psychology/skinner.html
- https://web.archive.org/web/20050413081416/http://www.bfskinner.org/BookDetail.asp?sku=4
- https://web.archive.org/web/20050326034951/http://www.stolaf.edu/people/huff/classes/handbook/Skinner.html
- http://www.sntp.net/behaviorism/skinner.htm Archiválva 2005. április 6-i dátummal a Wayback Machine-ben
- szabad akarat robotoknál
- Balázs Ferenc: Megkötöttség és szabad akarat. Erdélyi Helikon, 1937. 6. sz. 395–404